# Michaił Wolski
Michaił Pietrowicz Wolski (ros. Михаил Петрович Вольский, ur. 1899 w Symbirsku, zm. 8 kwietnia 1938 w Chabarowsku) – radziecki działacz partyjny.
Od grudnia 1917 do września 1918 członek Czerwonej Gwardii, walczył na Froncie Samarskim, wstąpił do RKP(b), we wrześniu 1918 został ranny i wzięty do niewoli, skąd zbiegł. Później dowodził komunistycznym oddziałem partyzanckim, 1920 był dowódcą 2 Brygady Kawaleryjskiej Armii Ludowo-Rewolucyjnej Republiki Dalekowschodniej, a 1921 dowódcą oddziałów suczańskiego rejonu partyzanckiego. Od grudnia 1922 do 1923 dowódca oddziału ekspedycyjnego w guberni kamczackiej, od 1923 do 1 kwietnia 1926 przewodniczący kamczackiego gubernialnego komitetu rewolucyjnego, później przewodniczący Komitetu Wykonawczego Amurskiej Rady Obwodowej, a od kwietnia 1931 do listopada 1932 przewodniczący Rady Miejskiej Władywostoku. Od 22 listopada 1932 do marca 1933 przewodniczący Biura Organizacyjnego Komitetu Wykonawczego Dalekowschodniej Rady Krajowej na obwód nadmorski, od marca 1933 do grudnia 1934 przewodniczący Komitetu Wykonawczego Nadmorskiej Rady Obwodowej, potem pełnomocnik Ludowego Komisariatu Przemysłu Spożywczego ZSRR na Kraj Dalekowschodni, w sierpniu-wrześniu 1937 p.o. przewodniczącego Komitetu Wykonawczego Dalekowschodniej Rady Krajowej. 1 sierpnia 1936 odznaczony Orderem Czerwonego Sztandaru Pracy.
10 września 1937 aresztowany, następnie rozstrzelany.